# Felix Alaba Adeosin Job
Felix Alaba Adeosin Job (ur. 24 czerwca 1938 w Esure) – nigeryjski duchowny rzymskokatolicki, w latach 1994–2013 arcybiskup Ibadanu.

## Życiorys
Święcenia kapłańskie przyjął 24 grudnia 1966. 11 marca 1971 został prekonizowany biskupem pomocniczym Ibadanu ze stolicą tytularną Abthugni. Sakrę biskupią otrzymał 4 lipca 1971. 5 października 1974 objął urząd biskupa diecezjalnego. 26 marca 1994 został mianowany arcybiskupem. 29 października 2013 przeszedł na emeryturę.